# Chiu Ping Lok
Chiu Ping Lok, (Cantão, 15 de maio de 1938 - Santo André, 22 de agosto de 2009), foi um mestre de kung fu chinês radicado no Brasil.
Aos 15 anos por questões políticas Chiu Ping Lok e sua família saíram da China e passaram a residir em Hong Kong (na época protetorado britânico). Foi em Hong Kong entrou em contato com o Tai Chi Chuan e aprofundou-se nos conhecimentos dessa arte, embora nessa época, achasse aquela movimentação muito lenta e carente de ação. Também teve noções de acupuntura chinesa com mestre Hui, e de Yoga com um grupo Hindu, que excursionou pela região.
É responsável pela criação do estilo Fei hok phai, que mistura diversos estilos de kung fu e o Tai Chi Chuan e um dos principais introdutores do kung fu no Brasil.
Chiu Ping Lok foi o pioneiro da Arte Folclórica Chinesa da Dança do Leão e representante da International Dragon and Lion Dances Association Limited (Associação Internacional de Dança do Leão e Dragão Ltda) no Brasil desde 1961. Em 1969 inaugurou a Academia Tai Chi Yoga e Kung Fu em Santo André, sendo a primeira academia de Kung Fu registrada no país. A Associação Fei Hok Phai, foi fundada em 1º de agosto de 1986 no prédio da academia Tai Chi, onde funciona até hoje. 